# Дівчата (організація)
Всеукраїнська громадська організація «Дівчата» — організація, що підтримує жінок та дітей в Україні. Заснована у 2016 році активісткою Юлією Спориш як освітній проєкт для дівчат-підліток, з російським вторгненням 2022 року організація зосередила зусилля на допомозі постраждалим від війни жінкам та дітям. Напрямки: сексуальна освіта, профорієнтація, допомога постраждалим від сексуального насильства та насильства проти жінок, гуманітарна, правова, психологічна допомога, підтримка ВПО.
Входить до підкластеру захисту дітей, GBV, WASH, GiHA, робочої групи ОБСЄ з питань залучення жінок до цифрової економіки (представляє Україну), а також спеціальної робочої групи Генеральної прокуратури з питань сексуального насильства, пов'язаного з конфліктом. У вересні 2022 року Просвітницькі матеріали ГО «Дівчата» отримали гриф від Міністерства освіти та науки України.

## Історія
Витоки Організації пов'язані з громадською діяльністю Юлії Спориш, яка у 2016 році ініціювала «Лекції для дівчат» за підтримки експертки-гінекологині. Мета зустрічей полягала в заохоченні підліток до свідомої побудови життєвої стратегії. Лекції могли відвідати не лише дівчата, а й хлопці, а запити на проведення відповідних просвітніх заходів надходили від керівництва шкіл і батьківських комітетів. Коло однодумниць Юлії Спориш стрімко зростало, і впродовж кількох років сформувалася команда власних лекторок і перших амбасадорок майбутньої організації.
У 2019 році розпочався системний збір коштів, і 1 липня того ж року громадська організація «Дівчата» була офіційно зареєстрована.
У 2020 році ГО «Дівчата» розпочала співпрацю з ЮНІСЕФ за програмою «Здоров'я без сорому», реалізація якої в Україні стартувала взимку 2021 року. Проєкт передбачав популяризацію гігієни в контексті менструального здоров'я. Працюючи за стандартами ЮНІСЕФ, команда збільшилася чисельно, здобула досвід управління міжнародними проєктами та комунікацій з медіа, розробила політики організаційної діяльності.
З лютого 2022 року через повномасштабне вторгнення росії в Україну організація почала розширювати діяльність у бік допомоги постраждалим від війни. Спершу ГО забезпечувала адресну фінансову допомогу в Київському регіоні. Згодом — запровадила проєкти гуманітарної та психологічної допомоги членам багатодітних сімей, заходи для соціальної реабілітації вимушено переміщених осіб, підтримку жіночих шелтерів тощо.
У 2023 році Організація стає активним членом Платформи гуманітарних НУО та однією із співзасновниць Альянсу Українських ОГС.
У 2024 році ГО «Дівчата» реалізовує проєкти, спрямовані на підтримку жінок та дівчат по всій Україні, впроваджує сексуальну освіту на національному рівні. Засновниця Організації отримує жіночу премію Анни Кляйн за значний внесок у розвиток феміністичного руху та захист прав жінок.

## Місія

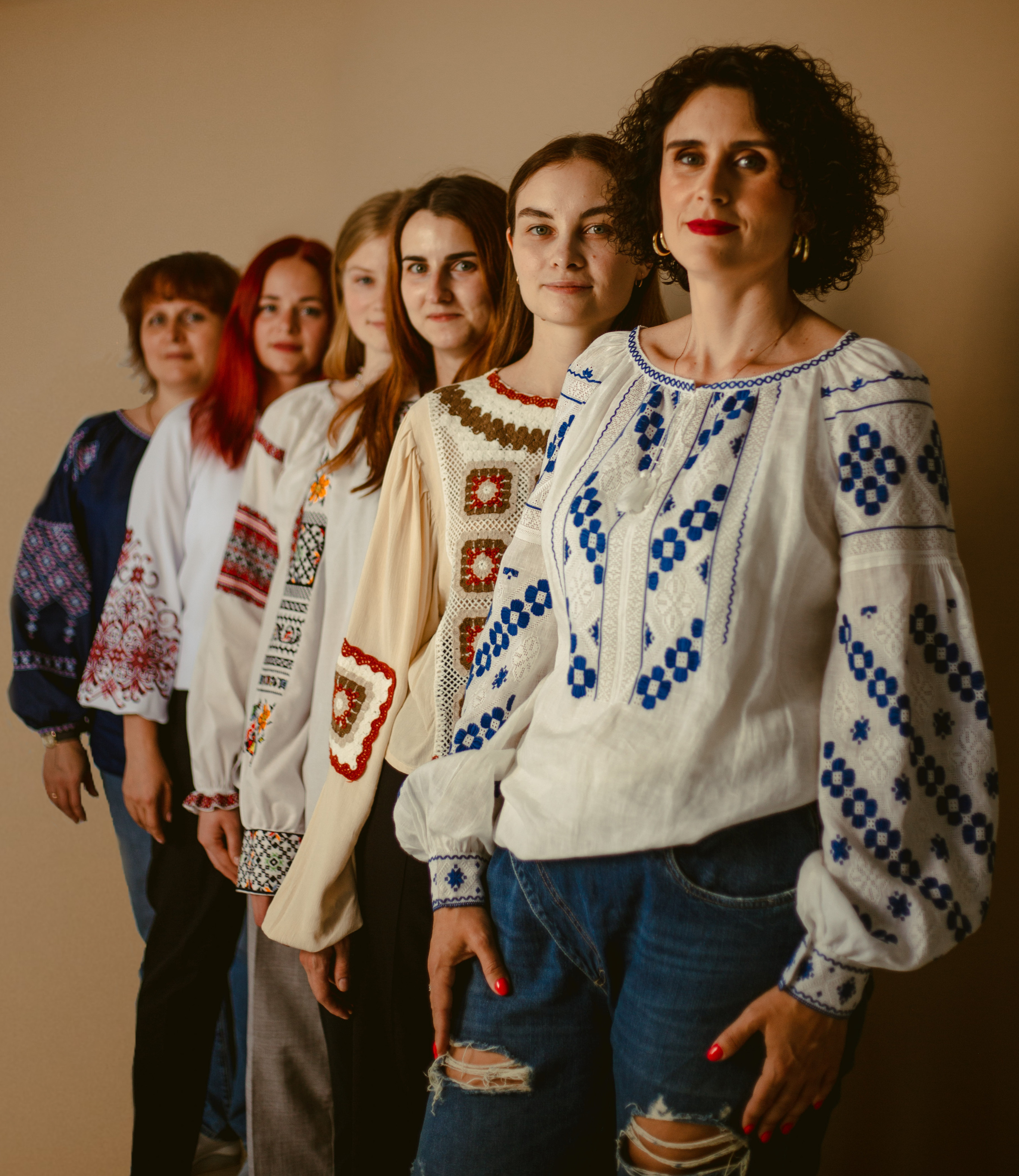
Команда ГО «Дівчата»

Сформувати українське суспільство, в якому дівчата та жінки свідомо будують життєву стратегію, планують вагітності, є самозарадними та задоволеними. Метою є Україна, в якій жінки успішні, багаті та щасливі.
Організація реалізує комплексні проєкти, направлені на підтримку та розвиток дівчат та жінок в Україні, членкині ГО є експертками в сфері сексуальної просвіти та попередження гендерно зумовленого насильства. ГО «Дівчата» робить жіноче лідерство в Україні видимим, залучає жінок до участі в економічних процесах, в тому числі шляхом перекваліфікації та підтримки жіночого підприємництва.
Під час війни ГО «Дівчата» надає широкий спектр психологічної, юридичної та гуманітарної допомоги, створює дитячі простори та реабілітаційні центри для дітей, що постраждали від війни, допомагає постраждалим від сексуального насильства.

## Команда
На початок 2025 року ГО «Дівчата» нараховує 350 осіб. У складі Організації досвідчені проєктні менеджерки, фінансистки, закупівельниці, логісти, комунікаційниці, психологині, соціальні працівниці та вузькі спеціалістки.
- Юлія Спориш (засновниця та директорка)[10]
- Ольга Півторак (операційна директорка)
- Ольга Саух (фінансова директорка)
- Катерина Шульженко (головна фінансова менеджерка)
- Дарина Івченко (менеджерка з адвокації та партнерств)
- Олександра Бєлєніннік (координаторка напрямку роботи з ГЗН)
- Оксана Смирнова (координаторка напряму секспросвіти)

## Діяльність
ГО «Дівчата» здійснює проєкти, спрямовані на поліпшення фізичного та ментального здоров'я дівчат та жінок, зміцнення їхньої безпеки та соціальної позиції. Зокрема, проводить просвітницькі заходи про основи жіночої фізіології, можливості професійної реалізації, самозахисту та саморозвитку.
- Організація допомагає постраждалим від війни.
- Забезпечує соціальну реабілітацію ВПО і людей із вразливих категорій у дванадцяти регіонах України (Київська, Чернігівська, Житомирська, Полтавська, Рівненська, Дніпропетровська, Харківська, Запорізька, Сумська, Херсонська, Миколаївська, Хмельницька області), організовує евакуацію з небезпечних регіонів України, надає гуманітарну та психологічну допомогу.
- «Дівчата» реалізує проєкти для підлітків. Проводить лекції з контрацепції, фізіології, культури згоди на секс, батьківства, менструальної гігієни тощо. Організовує кар'єрні консультації, допомагаючи молоді визначитися з напрямком подальшого навчання та старту кар'єри.
- Організація здійснює діяльність з захисту та гармонійного розвитку дітей. Облаштовує дружні до дитини простори, реалізує програми з формування лідерства, пропонує ваучерну підтримку (на одяг та взуття), організовує відпочинок дітей у літніх таборах з розвитком соціальних навичок, проводить лекції з підвищення обізнаності про права дітей, систему захисту, позитивне та гендерно-трансформаційне батьківство для опікунів, фахівців і батьків.
- ГО проводить якісні, кількісні та кабінетні соціологічні дослідження, присвячені стану психічного здоров'я, гендерній рівності та правам жінок в Україні («Гендерно зумовлене насильство в Україні в умовах війни: звіт за результатами оцінки», «Жінки та стигма», «Молодіжне лідерство в умовах криз» тощо).
- Організація забезпечує підтримку постраждалим від гендерно зумовленого насильства. Створює безпечні простори та підтримує мережу кризових центрів. На базі організації працює гаряча лінія психологічної підтримки[12][13].

## Партнери
Партнерами ГО «Дівчата» є організації громадянського суспільства, місцеві громади в Україні, бізнес, наукові кола та державні установи України. Серед них: UNICEF, SoftServe, Zagoriy Foundation, ОБСЄ, Help — Hilfe zur Selbsthilfe, Beetroot та інші.